# Amparanoia
Amparanoia (1996 - 2008) fue el nombre del grupo musical creado por Amparo Sánchez, una de las pioneras de la música de fusión en España. El grupo nació en 1996 en el barrio de Lavapiés (Madrid). En 2008 Amparanoia se despidió con una gira internacional. Amparo Sánchez disolvió la agrupación y decidió iniciar su carrera en solitario.

## Precedentes
Antes de este proyecto, Amparo Sánchez había formado varios grupos en Granada como Amparo & The Gang y Amparamos el blues; con este último ya empieza a dar conciertos por toda España y Francia y gestando lo que iba a ser Amparanoia.

## Desarrollo del proyecto
En 1997, y tras bucear hasta los orígenes del blues, el soul y la garra latinoamericana, saca el álbum que había estado buscando desde hace años: El poder de Machín, un álbum con rancheras y boleros, un álbum pop.
Su tema Hacer dinero se escuchó en la película Barrio de Fernando León de Aranoa, ganándose el apodo de La Manu Chao española.
Con su segundo disco, se alejó por completo de cualquier etiqueta y a su coctelera particular le suma la rumba y el reggae.
En el año 2006 la productora televisiva argentina Pol-ka Producciones contrató a la banda para interpretar la canción de cortina de la segunda temporada de Mujeres Asesinas con el sencillo La Vida Te Da del disco con el mismo nombre.
El grupo puso fin a su trayectoria con una gira internacional y 5 álbumes.

## Premios y reconocimientos
- 2005: World Music Award de la BBC como mejor grupo europeo[4]
- 2018: Mejor Banda Sonora Empoderada en la XXI Edición de los Premios Mujeres Progresistas 2018, otorgado por la Federación de Mujeres Progresistas.[5]

## Discografía
- El poder de Machín 1997
- Feria furiosa 1999
- Llamame mañana EP 2000
- Somos viento 2002
- Enchilao 2003
- Rebeldía con alegría (álbum recopilatorio). 2004
- La vida te da 2006
- Seguiré caminando (álbum en vivo). 2008
- El coro de mi gente 2017
- BSO La niña y el lobo Vol.1 2020
- Himnopsis Colectiva 2021
- Fan Fan Fanfarria 2024

## Integrantes
1. Amparo Sánchez (voz, guitarra) 1996-Actualmente Activa
2. Eldys Isak Vega[6] (piano, percusión) 1998-2006
3. José Alberto Varona (trompeta) 1999-2020
4. Tomas Runquist[7] (guitarra, coros) 2001-2008
5. Carmen Niño (bajo, coros) 2000-2023
6. Frank Padilla (batería, percusión) 2000-2003
7. Vesko Kountchev (viola, percusión) 2000-2020
8. Susana Ruiz (voz, coros) 2001-2002
9. Jairo Zavala (guitarra) 1997
10. Javier Vacas (bajo) 2000-2001
11. Antonio Pax (batería) 2000-2001
12. Daniel Charras (teclados) 2000-2001
13. Jordi Mestres (contrabajo, guitarra) 2005-2008
14. Daniel Tejedor (batería) 2005-2008
15. Johnny Branchizio (guitarra) 2005-2006
16. Robert Johnson (guitarra) 1997 - 1999
17. Piluca la Terremoto (voz, coros) 1997 - 1999
18. Yago Salorio (bajo) 1997 - 1999
19. Andrés Cisneros (percusión) 1997 - 1998
20. Sito Camacho (cajón) 1997 - 1998
21. Alfonso Rivas ( congas, bongo) 1998 - 1999
22. Namsan Fong (guitarras) 2004 - 2005
23. Caridad Borges (piano) 2004 - 2005
24. Néstor "el Yuri" (percusión) 2006-2008
25. Lázaro"tacho" Ordoñez (trombón) 1998-2008
26. Oscar Ferret (piano) 2008
27. Joel Domínguez (bajo) 2008

## Colaboraciones
- Sagarroi "Nahi Dudan Guztia" (Euria Ari Duela)
- Sagarroi "Beldurrik gabeko emakumeak" (Euria Ari Duela)
- Los De Abajo "Sr. Judas" (Cybertropic Chilango Power)
- Joxe Ripiau "Habana, abenduak 31" (Paradisu Zinema, 1998)
- Joxe Ripiau "Afrikan blues"(Paradisu Zinema, 1998)
- Fermin Muguruza "Casiko erregina" (Brigadistak, 1999)
- 7 Notas 7 Colores "Hacer dinero "más"" (77, 1999)
- Macaco "La Rebelión" (El Mono En El Ojo Del Tigre, 1999)
- Macaco "La Madera" (El Mono En El Ojo Del Tigre, 1999)
- Peret "Que Suerte" (El Rey De La Rumba, 2000)
- Carlos Jean "El Viejo Que Maneja" (Back To The Earth, 2002)
- Los chunguitos "Vive a tu manera" (Abre tu corazón, 2004)
- Carlos Jean "Mira Pa Dentro" (Mr Miracle, 2006)
- La Kermés "Ya Está Siendo" (La Kermés, 2006)
- Sagarroi "Basalilia" (Baleike, 2006)
- Sagarroi "Viasconen ragga-runba" (Baleike, 2006)
- Mimi Maura "Amor Por Ti" (Mirando Caer La Lluvia, 2007)
- Arianna Puello "Juana Kalamidad" (Juana Kalamidad, 2007)
- Kevin Johansen "Ese lunar" (Logo, 2007)
- Zulú 9.30 "Tu Te Vas" (Huellas, 2008)
- La Pegatina ""El cáliz de fuego"" (Xapömelon, 2011)
- DJ Toner  "La Tierra" (Tema inédito junto a Mucho Muchacho, 2011)
- Depedro ""Llorona"" (Depedro, 2008)